# Krążowniki torpedowe typu Condor
Krążowniki torpedowe typu Condor – francuskie krążowniki torpedowe z lat 80. XIX wieku. W latach 1883–1889 w stoczniach Arsenal de Rochefort w Rochefort i Arsenal de Toulon w Tulonie zbudowano cztery okręty tego typu. Jednostki weszły w skład Marine nationale w latach 1886–1889, a z listy floty skreślono je w latach 1906–1920 i następnie złomowano.

## Projekt i budowa
Krążowniki torpedowe typu Condor zaprojektowano jako niewielkie, jednokominowe jednostki o dziobach i rufach w kształcie pługa i trzech masztach (później jeden z nich usunięto) . Kadłuby jednostek wykonano ze stali.
Spośród czterech okrętów typu Condor dwa powstały w stoczni Arsenal de Rochefort, a dwa kolejne w stoczni Arsenal de Toulon . Stępki okrętów położono w latach 1883–1884, a zwodowane zostały w latach 1885–1889 . Koszt budowy jednego okrętu wyniósł w przeliczeniu 80 000 £.
| Okręt      | Stocznia             | Początek budowy | Wodowanie        | Wejście do służby | Los                      |
| ---------- | -------------------- | --------------- | ---------------- | ----------------- | ------------------------ |
| „Condor”   | Arsenal de Rochefort | kwiecień 1883   | 17 maja 1885     | listopad 1886     | wycofany 1907, złomowany |
| „Épervier” | Arsenal de Rochefort | maj 1884        | październik 1886 | 1887              | wycofany 1911, złomowany |
| „Faucon”   | Arsenal de Toulon    | luty 1884       | 1887             | listopad 1887     | wycofany 1920, złomowany |
| „Vautour”  | Arsenal de Toulon    | kwiecień 1884   | 25 kwietnia 1889 | grudzień 1889     | wycofany 1908, złomowany |

## Dane taktyczno–techniczne
Okręty były niewielkimi krążownikami torpedowymi . Długość między pionami wynosiła 68 metrów, szerokość całkowita 9 metrów, a maksymalne zanurzenie 4,7 metra . Wyporność normalna wynosiła od 1229 do 1311 ton . Okręty napędzane były przez dwie maszyny parowe o łącznej mocy 3000 KM, do których parę dostarczały cztery kotły cylindryczne (pierwsze trzy jednostki) lub lokomotywowe . Maksymalna prędkość napędzanych dwiema śrubami jednostek wynosiła od 17 do 17,5 węzła . Okręty zabierały maksymalnie 160 ton węgla, co zapewniało zasięg wynoszący 2800 Mm przy prędkości 10 węzłów .
Główne uzbrojenie artyleryjskie jednostek składało się z pięciu pojedynczych dział kalibru 100 mm M1881 L/26, umieszczonych na górnym pokładzie w ambrazurach (dwa przednie), sponsonach (dwa kolejne) i na rufie . Oprócz tego na okrętach zainstalowano cztery pojedyncze działa kal. 47 mm Hotchkiss M1885 L/40 i sześć rewolwerowych dział kal. 37 mm M1885 L/20 . Okręty wyposażone też były w cztery wyrzutnie torped kal. 350 mm .
Wypukły stalowy pokład pancerny miał grubość 40 mm, a nad maszynownią znajdował się koferdam i pokład przeciwodłamkowy .
Załoga pojedynczego okrętu składała się z 156 oficerów, podoficerów i marynarzy.

## Służba
Wszystkie okręty typu Condor („Condor”, „Épervier”, „Faucon” i „Vautour”) weszły do służby w Marine nationale między 1886 a 1889 rokiem . W latach 90. XIX wieku z pokładów krążowników usunięto wszystkie wyrzutnie torped, a kotły „Vautoura” zostały przystosowane do zasilania paliwem płynnym . Jednostki zostały wycofane ze służby w latach 1907–1920, a następnie złomowane.